# Prostitución de menores
Prostitución de menores es una película italiana dirigida en 1975 por Carlo Lizzani. El director, conocido por sus preocupaciones sociales, aborda en esta cinta el mundo de la prostitución juvenil.
La película iba inicialmente a ser un documental, pero el resultado consiste en una denuncia social, costumbre muy arraigada en el cine italiano de la época y que perdura hasta hoy.[cita requerida] Se centra en el tema de la prostitución adolescente, sobre la que se cuentan distintas historias de muchachas que se venden sus cuerpos tanto en las calles como en las casas de citas. 
En Prostitución de menores se aborda el tema de hombres y mujeres que se han prostituido por diferentes razones como el engaño, la frustración, el ansia de dinero, la estancia en un reformatorio, desengaños amorosos, conflictos familiares, el deseo de cambiar de vida, y a veces incluso porque es lo que desean. La película se estrenó en algunos países con insertos de hardcore[cita requerida].